# Sea Challenger
Sea Challenger — судно для встановлення вітрових турбін, споруджене для данської компанії A2SEA. Однотипне з Sea Installer.

## Характеристики судна
Замовлення на судно виконала у 2014 році китайська верф компанії COSCO. За своїм архітектурно-конструктивним типом воно відноситься до самопідіймальних (jack-up) та має чотири опори довжиною по 82,5 метри. Це дозволяє оперувати в районах з глибинами від 6,5 до 55 метрів.
Для виконання основних завдань Sea Installer обладнане краном Gusto GLC-900-ED-S вантажопідйомністю 900 тонн (на висоту 95 метрів, при вантажі у 700 тонн висота підйому досягає 115 метрів). Його робоча палуба має площу 3350 м2 та розрахована на розміщення до 7400 тонн вантажу з максимальним навантаженням 15 тон/м2.
Пересування до місця виконання робіт здійснюється самостійно із максимальною швидкістю до 12 вузлів, а точність встановлення забезпечується системою динамічного позиціювання DP2.
На борту, окрім приміщень для екіпажу, наявні каюти для розміщення ще 35 осіб. Доставка персоналу та вантажів може здійснюватись з використанням гелікоптерного майданчика судна, який має діаметр 22,2 метри та розрахований на прийом машин вагою до 12,8 тонн.

## Завдання судна
Першим завданням для судна стало встановлення 35 вітрових агрегатів на ВЕС Вестермост-Раф (Північне море біля узбережжя Йоркшира). Роботи почались у серпні 2014-го та тривали до початку весни наступного року.
У 2015—2016 роках Sea Challenger виконало монтаж 97 турбін німецькій ВЕС Годе Вінд (Північне море за три десятки кілометрів від островів Юст та Нордернай).
Починаючи з січня 2017-го судно здійснювало встановлення 67 вітрових агрегатів на ВЕС Даджен (Північне море біля узбережжя Норфолка). Роботи завершились на початку вересня того ж року.
Ще одним завданням для Sea Challenger стане монтаж вітрових турбін на станції Аркона в німецькому секторі Балтійського моря між островами Рюген та Борнгольм.